# Салча (Аляска)
Салча (англ. Salcha) — переписна місцевість (CDP) в США, в окрузі Фербенкс-Норт-Стар штату Аляска. Населення — 977 осіб (2020).

## Географія
Салча розташована за координатами 64°32′2″ пн. ш. 146°53′3″ зх. д. / 64.53389° пн. ш. 146.88417° зх. д. (64.533781, -146.884277).  За даними Бюро перепису населення США в 2010 році переписна місцевість мала площу 196,67 км², з яких 191,57 км² — суходіл та 5,10 км² — водойми.

### Клімат
| Клімат : Салча          | Клімат : Салча | Клімат : Салча | Клімат : Салча | Клімат : Салча | Клімат : Салча | Клімат : Салча | Клімат : Салча | Клімат : Салча | Клімат : Салча | Клімат : Салча | Клімат : Салча | Клімат : Салча | Клімат : Салча |
| Показник                | Січ.           | Лют.           | Бер.           | Квіт.          | Трав.          | Черв.          | Лип.           | Серп.          | Вер.           | Жовт.          | Лист.          | Груд.          | Рік            |
| Абсолютний максимум, °C | 13,3           | 10,0           | 13,3           | 24,4           | 28,9           | 33,3           | 32,2           | 32,2           | 23,3           | 16,7           | 10,6           | 9,4            | 33,3           |
| Середній максимум, °C   | −15,5          | −10,8          | −3,4           | 6,5            | 15,9           | 20,8           | 21,7           | 18,6           | 12,3           | −0,4           | −9,6           | −14,9          | 3,4            |
| Середній мінімум, °C    | −25,4          | −23,2          | −19,3          | −8,2           | 0,6            | 7,0            | 9,0            | 6,3            | 0,6            | −9,2           | −19,1          | −24,8          | −8,8           |
| Абсолютний мінімум, °C  | −53,9          | −49,4          | −45            | −35,6          | −11,1          | −1,1           | −0,6           | −9,4           | −18,9          | −38,3          | −38,3          | −50,6          | −53,9          |
| Норма опадів, мм        | 11             | 9              | 6              | 6              | 23             | 60             | 76             | 56             | 33             | 24             | 14             | 14             | 330            |
| Днів з опадами          | 6              | 5              | 4              | 4              | 8              | 12             | 14             | 13             | 10             | 9              | 8              | 7              | 100,0          |
| ----------------------- | -------------- | -------------- | -------------- | -------------- | -------------- | -------------- | -------------- | -------------- | -------------- | -------------- | -------------- | -------------- | -------------- |
| Джерело:                |                |                |                |                |                |                |                |                |                |                |                |                |                |

## Демографія
Згідно з переписом 2010 року, у переписній місцевості мешкало 1095 осіб у 429 домогосподарствах у складі 274 родин. Густота населення становила 6 осіб/км².  Було 585 помешкань (3/км²).
Расовий склад населення:
| - 89,5 % — білих - 4,3 % — корінних американців - 1,4 % — азіатів - 0,8 % — чорних або афроамериканців |

До двох чи більше рас належало 3,8 %. Частка іспаномовних становила 3,3 % від усіх жителів.
За віковим діапазоном населення розподілялося таким чином: 28,4 % — особи молодші 18 років, 63,4 % — особи у віці 18—64 років, 8,2 % — особи у віці 65 років та старші. Медіана віку мешканця становила 38,0 року. На 100 осіб жіночої статі у переписній місцевості припадало 109,8 чоловіків;  на 100 жінок у віці від 18 років та старших — 117,2 чоловіків також старших 18 років.
Середній дохід на одне домашнє господарство  становив 85 041 долар США (медіана — 79 167), а середній дохід на одну сім'ю — 102 022 долари (медіана — 84 375). За межею бідності перебувало 9,8 % осіб, у тому числі 14,8 % дітей у віці до 18 років та 14,6 % осіб у віці 65 років та старших.
Цивільне працевлаштоване населення становило 358 осіб. Основні галузі зайнятості: будівництво — 29,1 %, науковці, спеціалісти, менеджери — 16,8 %, мистецтво, розваги та відпочинок — 13,7 %, публічна адміністрація — 12,8 %.